# Detente
Detente är ett musikalbum av The Brecker Brothers, utgivet 1980 av Arista Records.

## Låtlista
1. "You Ga (Ta Give It)" (Randy Brecker) – 4:30
  - Carl Carlwell, D. J. Rogers, George Duke, Randy Brecker — sång
  - Randy Brecker, Michael Brecker, Carl Carlwell, Sue Ann Carlwell, Kirk "Igor" Zobler — handklapp
2. "Not Tonight" (Musik: Michael Brecker, Neil Jason – text: Neil Jason) – 3:56
  - Michael Brecker — tenorsaxofon, flöjt
  - George Duke, Carl Carlwell, Sue Ann Carlwell — bakgrundssång
3. "Don't Get Funny With My Money" (Randy Brecker) – 4:34
  - Randy Brecker — sång, trumpet, Prophet 5
  - Luther Vandross, Ullanda McCullough, Fonzi Thornton, Paulette McWilliams, Irene Cara — bakgrundssång
4. "Tee'd Off" (Michael Brecker) – 3:44
  - Michael Brecker — tenorsaxofon
  - George Duke — Prophet 5
5. "You Left Something Behind" (Musik: Randy Brecker – text: Debra Barsha) – 4:05
  - Randy Brecker — trumpet, flygelhorn
  - Luther Vandross, Ullanda McCullough, Fonzi Thornton, Paulette McWilliams, Irene Cara — bakgrundssång
6. "Squish" (Randy Brecker) – 5:51
  - Randy Brecker — trumpet
  - George Duke — synthesizer
7. "Dream Theme" (Michael Brecker) – 5:39
  - Michael Brecker — tenorsaxofon
  - George Duke — Prophet strings
8. "Baffled" (Randy Brecker) – 5:22
  - Michael Brecker — tenorsaxofon
  - Airto Moreira — percussion
9. "I Don't Know Either" (Michael Brecker) – 5:46
  - Michael Brecker — tenorsaxofon
  - Airto Moreira — percussion

Total tid: 41:27

### Arrangemang
- Michael Brecker & Randy Brecker (1-3, 5)
- Michael Brecker (4, 7, 9)
- Randy Brecker (6, 8)

## Medverkande
- Michael Brecker — tenorsaxofon, flöjt
- Randy Brecker — trumpet, flygelhorn
- Airto Moreira — percussion
- Hiram Bullock — gitarr
- Paulinho Da Costa — percussion
- Steve Gadd — trummor
- Mark Gray — keyboards
- Don Grolnick — keyboards
- Neil Jason — bas
- Steve Jordan — trummor
- Ralph McDonald — percussion
- Marcus Miller — bas
- Jeff Mironov — gitarr
- D. J. Rogers — sång
- David Spinozza — gitarr
- Carl Carlwell — sång